# Wiesnerella (Plantae)
Wiesnerella je rod jetrenarki smješten u vlastitu porodicu Wiesnerellaceae, dio reda jetrenjarnica. Sastoji se od najmanje dvije vrste raširenih po južoj i jugoistočnoj Aziji i Madagaskaru.

## Vrste
1. Wiesnerella denudata (Mitt.) Steph.
2. Wiesnerella fasciaria C.Gao et K.C.Chang
3. Wiesnerella javanica Schiffn.